# Мухаммед II аль-Муайяд
Мухаммед II аль-Муайяд (араб. المؤيد محمد بن المتوكل; 1634 – 27 квітня 1686) – імам Ємену, син імама Ісмаїла аль-Мутаваккіля.